# Porta San Giorgio (Palermo)
Porta San Giorgio era una storica porta della città di Palermo.

## Storia
Eretta anteriormente al 1194, documentata come riferimento topografico di beni nelle donazioni del conte Riccardo d'Ajello, figlio di Matteo d'Ajello, Gran Cancelliere di Sicilia, alla chiesa della Magione. Il varco era situato in prossimità dell'attuale via Cavour, con la stessa architettura di Porta Sant'Agata. Traeva il nome dalla primitiva chiesa della Tonnara di San Giorgio, titolo in seguito transitato alla vicina chiesetta di San Luca divenuta chiesa di San Giorgio dei Genovesi.
Il 30 dicembre 1314 Federico III d'Aragona rientra a Palermo attraverso questa porta, dopo il volontario allontanamento trascorso a Monte San Giuliano. Il trasferimento in terra di Trapani è dettato dalle tensioni generate da Roberto d'Angiò e all'inasprimento dei scontri conseguenti le Guerre del Vespro.
Presso questa porta Carlo d'Angiò, duca di Calabria, nel 1325 guidò gli scontri che coinvolsero altri tre accessi cittadini (Porta dei Greci, Porta Carini e Porta San Giorgio).
Nel 1445 e 1470 subì dei restauri, rispettivamente decretati dal Senato Palermitano e dal pretore Pietro Speciale.
Fu rifatta e perfezionata su disegno dell'architetto Andrea Palma nel 1724 dal pretore Federico de Napoli, principe di Resuttano, prendendo il nome di Porta di Santa Rosalia e di San Giorgio. Era costituita da colonne poste su basamenti, arricchite da capitelli, pietre d'intaglio decorate con fasce, cornici, mensole e fregi. Ai lati erano poste due iscrizioni, in due scudi erano raffigurati le armi della città e quelle del viceré dell'epoca. Le dimensioni erano di 80 palmi di altezza per 80 di larghezza (24 le colonne), l'arco era alto palmi 30 e largo 15.
Adornava il manufatto l'affresco raffigurante Santa Rosalia e la Vergine sconfiggono la Peste tra schiere d'angeli, di cui uno trafigge il drago. Opera documentata, realizzata da Guglielmo Borremans.
Il baluardo adiacente fu concesso dal Senato Palermitano al pretore e duca Ignazio Lucchesi Palli, una porzione al principe di Lampedusa e la restante parte a Gregorio Castelli, conte di Gagliano. La presenza delle fortificazioni di Castello a Mare impediva di proseguire esternamente, pertanto il varco contiguo con accesso diretto al mare era costituito dalla Porta di Piedigrotta.
A questa porta si usava, fino alla prima metà del XIX secolo, appendere ad appositi ganci le teste dei condannati a morte, chiuse in gabbie di ferro, dopo l'esecuzione della sentenza capitale.
Fu infine abbattuta negli anni 1853 - 1855.